# Аномия личности
Интенсивное изучение философами и социологами феномена социальной аномии неизбежно поставило вопрос о влиянии аномии на личность. Понятие "аномия" встречается еще в древнегреческой философии и религиозных текстах христиан на греческом языке. В научный оборот понятие "аномия" было введено французским философом Жаном Мари Гюйо [c.174]. Первая полноценна теория аномии была предложена Эмилем Дюркгеймом. Аномия личности является следствием социальной аномии (термин происходит от гр. ἀ- — отрицательная приставка, νόμος — закон) на личностном уровне и выражается в субъективном ощущении оторванности индивида от жизни общества. Теория аномии личности была развита в работах Роберта Макайвера и Девида Рисмена, которые понимали её как разрушение чувства причастности индивида к обществу, когда индивид оторван от своих моральных корней, у него нет больше каких-либо норм поведения, а остались только разрозненные побуждения, у него больше нет представлений о целостности, о единстве народа, о долге. Американским социологом Лео Сроулом был введено в научный оборот термин Anomia для обозначения аномии личности. Сроул также создал опросник, который позволяет измерить уровень аномии у индивида.
Российские исследователи отождествляют понятие аномии личности с понятием одиночества. Согласно Покровскому "аномия личности представляет собой состояние, характеризующееся отсутствием цели, самоидентичности или этических ценностей у отдельного человека, это — дезорганизация, неукоренённость. Аномия включает в себя также дезориентацию духовных и нравственных норм и соответствующих им ценностей данной общественной системы (как на макро-, так и на микроуровне, в том числе и индивидуально-личностный уровень). Нормативные и ценностные изменения, приобретающие радикальный характер и развивающиеся на протяжении достаточно ограниченных временных отрезков, приводят к смещению всей сетки духовно-нравственных ориентации отдельной личности, целых социальных групп или всего общества".
Аномия личности приводит к социально деструктивным последствиям — девиантному и преступному поведению. Последствием аномии является рост уровня преступности, алкоголизма, наркомании, самоубийств.
Многочисленные эмпирические исследования аномии и её последствий доказывают, что аномия является реальным социальным феноменом. Первое подобное исследование было проведено ещё Дюркгеймом, изучавшим статистику самоубийств во Франции. В настоящее время проводится множество кросс-культурных исследований аномии. Опросник Лео Сроула, созданный для измерения аномии личности, до сих пор используется в оригинальном или модифицированном виде.